# جکلین بیر
ژاکلین بیر (انگلیسی: Jacqueline Beer؛ زادهٔ ۱۴ اکتبر ۱۹۳۲) یک هنرپیشه اهل فرانسه است.
از فیلم‌ها یا برنامه‌های تلویزیونی که وی در آنها نقش داشته‌است می‌توان به حرف‌های خودمانی و جایزه اشاره کرد.